# Nitroalceno

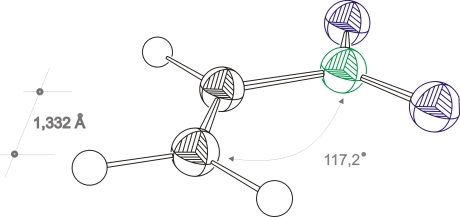
Visualização de moléculas de nitroeteno por dados quântico-químicos (B3LYP/6-31g*). Parâmetros geométricos derivados de J.Org.Chem., 45, 1185 (1980)

Nitroalcenos ou nitroalquenos são um grupo de compostos orgânicos, derivados de alcenos, contendo um ou mais grupos nitro.

## Divisões
O primeiro grupo são sistemas nitroalcênicos isolados (a), em que o grupo nitro está separado da ligação dupla por, pelo menos, dois átomos de carbono. O segundo grupo é o derivado alílico (b), que são os compostos em que o grupo nitro está separado da ligação dupla por um átomo de carbono. O terceiro grupo é são  nitroalcenos incorporados (c), isto é, aqueles em que o grupo nitro está ligado a um átomo de carbono que participa na formação de ligações duplas.